# FC Drobeta-Turnu Severin
FC Drobeta Turnu-Severin a fost un club de fotbal din Drobeta Turnu-Severin, județul Mehedinți, România. Acesta a fost fondat în anul 1958 și s-a desființat în 2011.

## Istoric
Drobeta Turnu-Severin a fost înființată în anul 1958 pentru a menține fotbalul severinean viu după desființarea echipei CFR Turnu-Severin. Un an mai târziu își schimbă denumirea în Metalul Turnu Severin. Echipa a jucat până la sfârșitul sezonului 1974-1975 în Divizia C, când retrogradează și fuzionează cu Meva pentru a forma CSM Drobeta-Turnu Severin.
Ultima mare performanță a clubului a avut loc însezonul 1989-1990. Ilie Balaci a evoluat în calitate de antrenor-jucător, terminând sezonul pe locul secund în Divizia B, la patru puncte de Rapid București. Partida cu giuleștenii a strâns pe “Municipalul” severinean numai puțin de 30.000 de spectatori, care au asistat la o victorie a gazdelor cu 2-1. Echipa a reușit să se mențină deasupra locurilor retrogradabile până în sezonul 2001-2002, când a retrogradat din cauza lipsei de fonduri. Situația a fost tot mai dificilă, severinenii fiind nevoiți să se retragă din campionat în pauza competițională din iarnă.
În anul 2007, Severnav Drobeta-Turnu Severin a promovat în Liga a II-a și și-a schimbat numele în FC Drobeta-Turnu Severin, astfel reînviind vechiul club. În februarie 2010, echipa a rămas fără finanțare și a fost nevoită să se retragă din campionat, astfel pierzând toate meciurile rămase cu 3-0. Aceasta a fost a două desființare a clubului după cea din 2002. În vara aceluiași an, echipa a fost reînființată și înscrisă în Liga a III-a. Președintele de la acea vreme, Jan Ionică, a decis să mute echipa Calafat, unde a jucat câteva meciuri în returul sezonului 2010-2011, numai pentru a fi desființată din nou în aprilie 2011.

## Stadionul

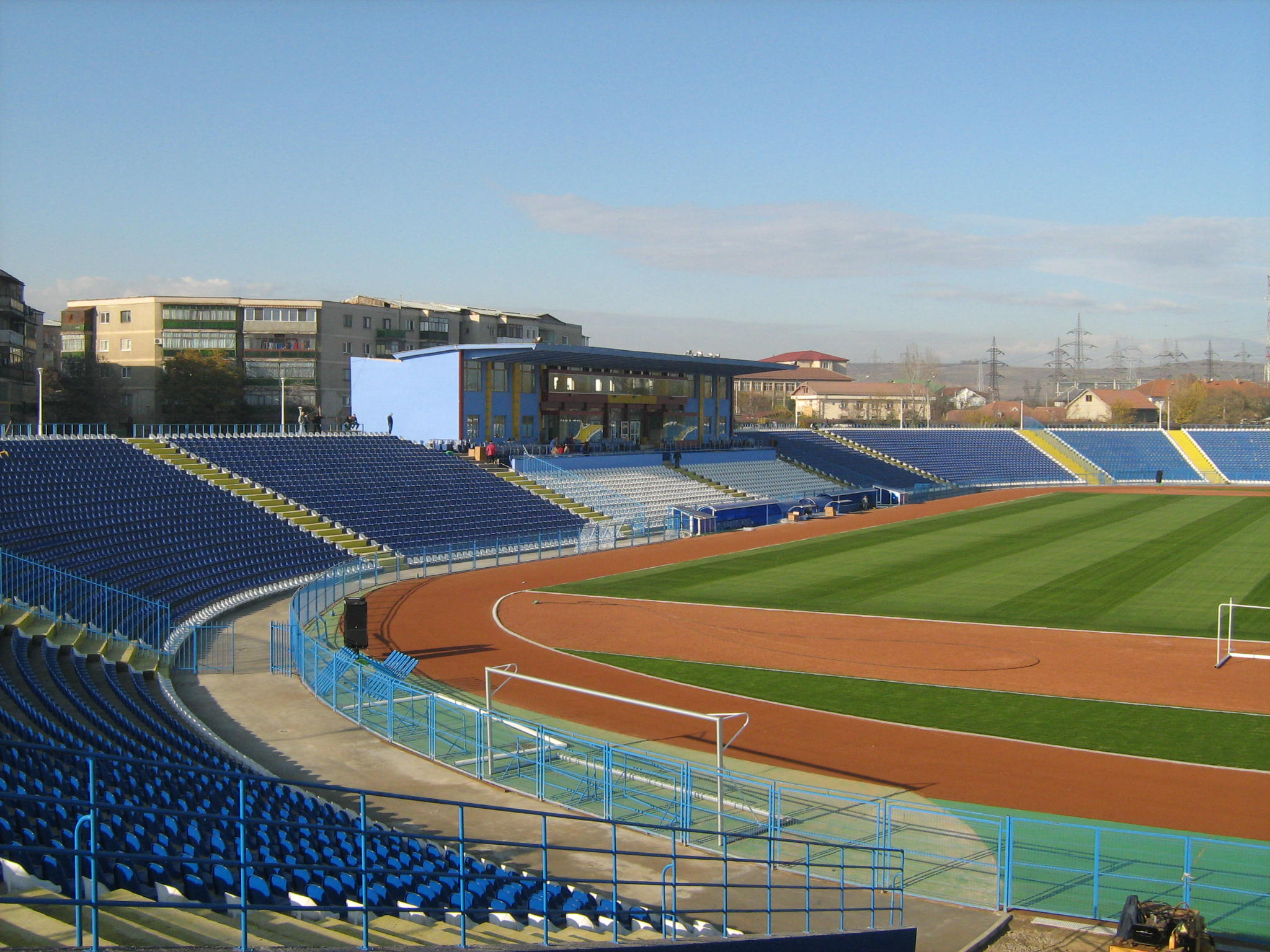
Stadionul Municipal (nou renovat)

Stadionul Municipal este o arenă sportivă multifuncțională din Drobeta-Turnu Severin, inaugurat în anul 1977. În anul 2009 a avut loc un amplu proces de modernizare, în urma căruia capacitatea a ajuns la 20.054 de locuri pe scaune. Gazonul a fost schimbat, pista de atletism a fost refăcutăși a fost montată o instalație de nocturnă.

## Palmares
- Cupa României
  - Șaisprezecimi (1): 2007-2008
- Liga a II-a
  - Locul 2 (1): 1989-1990
- Liga a III-a
  - Câștigătoare (3):' 1971-1972, 1980-1981, 1983-1984
  - Locul 2 (8): 1958-1959, 1963-1964, 1967-1968, 1976-1977, 1977-1978, 1995-1996, 1996-1997, 1997-1998

## Lotul sezonului 2009-2010
| Nr. |         | Poziție | Jucător            |
| --- | ------- | ------- | ------------------ |
| 1   | România | P       | Marius Suța        |
| 2   | România | F       | Constantin Doicaru |
| 4   | România | M       | Amzucu Aurel       |
| 5   | România | F       | Florin Epure       |
| 6   | România | F       | Dicu Andrei        |
| 7   | România | F       | Gheorghe Iulian    |
| 8   | România | F       | Ignat Gelu         |
| 9   | România | F       | Dacian Bârză       |
| 10  | România | A       | Cristian Jenaru    |
| 11  | România | M       | Alexandru Radu     |
| 12  | România | P       | Alin Barbu         |

| Nr. |            | Poziție | Jucător               |
| --- | ---------- | ------- | --------------------- |
| 13  | Portugalia | M       | Hugo Moutinho         |
| 14  | România    | M       | Eduard Stoica         |
| 15  | România    | A       | Cristian Poiană       |
| 17  | România    | F       | Georgian Tobă         |
| 18  | România    | M       | Alexandru Fotescu     |
| 19  | România    | A       | Nicusor Poienaru      |
| 20  | România    | M       | Flavian Rosianu       |
| 22  | Serbia     | M       | Milan Mitic           |
| 24  | România    | M       | Adrian Mogos          |
| 25  | România    | A       | Buță Alexandru Lucian |
| 27  | România    | A       | Iulian Ivan           |

## Jucători notabili
- Dorian Gugu
- Doru Popescu
- Nicolae Tătaru
- Gheorghe Tătaru
- Viorel Mateianu
- Gheorghe Craioveanu
- Roland Agalliu
- Gheorghe Goșa
- Mirel Rădoi
- Cornel Mihart
- Flavius Stoican
- Emilian Hulubei
- Alin Artimon
- Radu Ciobanu
- Angelo Mărghescu
- Gabriel Boștină
- Narcis Mohora
- Emil Șerban
- Florin Șoavă
- Sorin Vlaicu
- Sorin Vintilescu
- Sorin Ciobanu
- Bobby Verdeș
- Dorel Stoica
- Claudiu Niculescu
- Valeriu Mieilă
- Mădălin Popa
- Viorel Gărgălie
- Georgian Tobă
- Victor Pițurcă
- Ion Goanță
- Alin Vigariu
- Valentin Coca
- Liviu Ușurelu
- Cătălin Trofin
- Fănel Țâră
- Cristian Jenaru
- Dan Chilom
- Florin Ispas
- Marcel Rus
- Paul Răducan
- Paul Rinder
- Petrișor Nelu
- Gheorghe Barbu
- Ion Barbu
- Mihai Iosif
- Florin Ianu
- Ștefan Florescu
- Claudiu Scăețeanu
- Cătălin Stoian
- Cuțui Constantin
- Sirboiu Mihai

## Foști antrenori notabili
- Titu Nicolicescu
- Florin Cioroianu
- Gheorghe Cazacu
- Ilie Balaci
- Nicolae Manea